# خيتي الأول
واح كا رع خيتي الأول، (بالإنجليزية: Kheti I)‏، أو خيتي الأول، هو أول فرعون تولى عرش الأسرة المصرية التاسعة في أهناسيا. قد كانت له شهرة سيئة في التاريخ حسبما جاء في الروايات التي رواها عنه مانيتون وأنه ارتكب مظالم كثيرة.

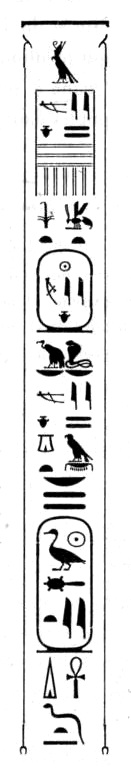
رسم لعصا الأبنوس تعود إلى خيتي الأول.

## قائمة ملوك الأسرة التاسعة
| الاسم            | ملاحظات                                              |
| ---------------- | ---------------------------------------------------- |
| خيتي الأول       | أول فرعون تولى عرش الأسرة المصرية التاسعة            |
| مري كا رع        | الملك مري كا رع الأول - 2075–2040 ق.م                |
| نفر كا رع الثالث | أو (نفر كا رع نيبي) - يحتل رقم (43) في قائمة أبيدوس. |
| سيتوت            | أو (سينن) - 2160 و 2130 ق.م                          |
| خيتي الثالث      | -                                                    |